# Henning Mankell-stipendiet
Henning Mankell-stipendiet (även benämnt Henning Mankells Dramatikerpris) är ett svenskt hedersstipendium för dramatiker i Sverige, instiftat 1998.
Författaren och dramatikern Henning Mankell skapade 1998 Henning Mankells stiftelse och vad som blivit Sveriges största pris för dramatiker, Henning Mankell-stipendiet. Stipendiet förvaltas av Sveriges Dramatikerförbund och utdelas regelbundet vid slutet av året till utvalda, förtjänta svenska dramatiker, som ”genom sitt arbete visat socialt och politiskt engagemang samt intresse för Sveriges förhållande till omvärlden”. Prissumman är på 100 000 kronor.
Dessutom skapade Henning Mankell i samband med invigningen av sitt Kulturcentrum Mankell i Sveg 2007 också ett separat författarstipendium för norrländska författare och donerade 2009 gården Jänspers i Härjedalen att genom vistelsestipendium bereda dramatiker och författare arbetsro vid en tids vistelse i huset. 

## Mottagare av Henning Mankell-stipendiet
- 1998 – Mia Törnqvist
- 2001 – Mattias Andersson
- 2002 – Magnus Dahlström
- 2003 – Lucas Svensson
- 2004 – Daniella Kullman
- 2005 – Manuel Cubas
- 2006 – Anders Duus
- 2007 – Rasmus Lindberg
- 2008 – Malin Axelsson
- 2009 – Christina Ouzounidis
- 2010 – Sofia Fredén
- 2011 – Jonas Hassen Khemiri
- 2012 – Sara Stridsberg
- 2013 – Dennis Magnusson
- 2014 – Gertrud Larsson
- 2015 – Paula Stenström Öhman
- 2016 – Alejandro Leiva Wenger
- 2017 – Åsa Lindholm
- 2018 – Johanna Emanuelsson
- 2019 – Joakim Sten[3]
- 2020–2022 – Priset delades inte ut på grund av effekterna av covid-19-pandemin.
- 2023 – Dag Thelander[4]